# Хома (ритуал)

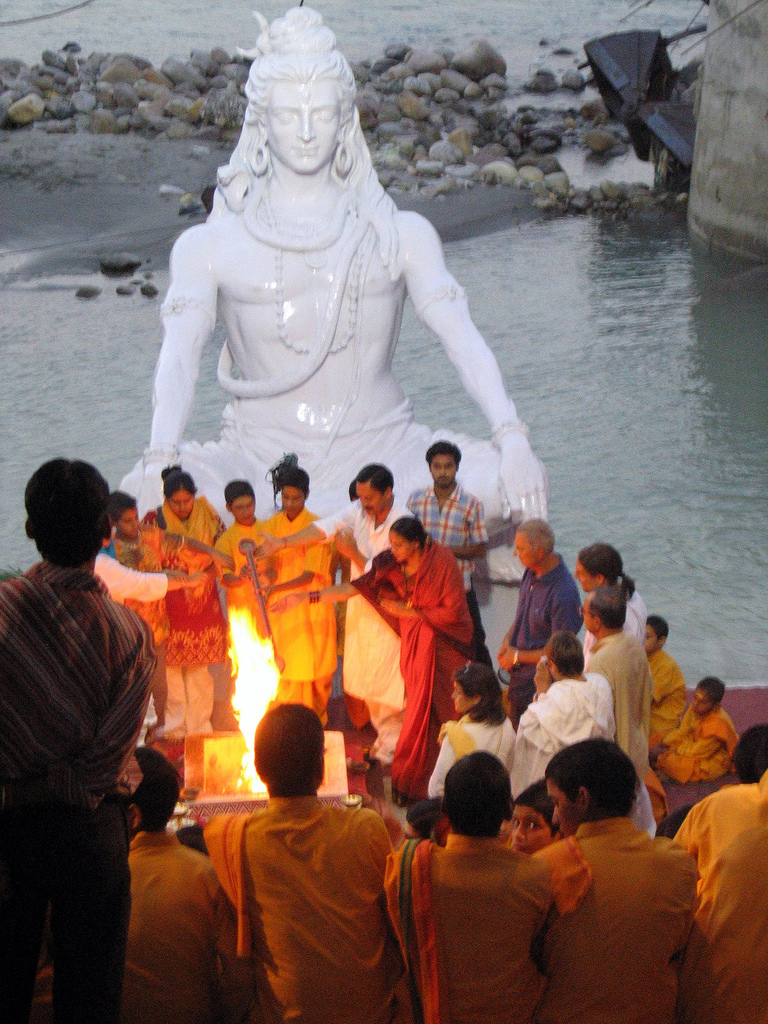
Церемония хаван перед статуей Шивы на берегу Ганга, Ришикеш

Хо́ма (санскр. होम, IAST: homa), или хомам, или хаван; тиб. སྦྱིན་སྲེག་, Вайли: sbyin sreg, яп. 護摩) — ритуал, в котором первостепенное значение имеет предание жертв священному огню. В настоящее время слова хома или хаван в индуизме равнозначны термину яджна. Помимо индуизма, хома является частью буддийской Ваджраяны, а также джайнских церемоний.

## Процедура
Хотя священный огонь является главным элементом любого ритуала хома, процедура и предметы для приношения огню могут различаться в зависимости от обстоятельств церемонии или от того эффекта, который ждут от ритуала.
Процедуры неизменно включают в себя:
- разжигание и освящение огня;
- призыв одного или нескольких божеств;
- приношение жертв (реальных или же чисто визуальных) божествам через огонь как посредника, между чтением предписанных молитв и мантр.

## Хома в индуизме
Священный огонь находится в центре всех обрядов; он часто поддерживается на сухих коровьих лепёшках, древесине, высушенных кокосах (копре) и на других видах топлива. Алтарь для огня (веди или хома-кунда) в основном делается из кирпича, из камня или из медной посуды и почти всегда строится специально для каждого случая, будучи разобранным после завершения церемонии. Такой алтарь всегда создаётся квадратной формы. В то время как очень большие алтари создаются по случаю проведения важных публичных хом, обычный алтарь может быть маленьким, представляя собой квадрат размером фут на фут, или реже три фута на три. И снова, хотя сооружение алтарей на важных хомах может включать выкапывание земли для создания сравнительно глубокой ямы, для обычных алтарей это не делается, и они просто немного возвышаются над почвой.
Во всех случаях алтарь помещается в центре пространства. Основные люди, проводящие хому, и жрецы, которые инструктируют их по проведению ритуала, сидят вокруг алтаря, тогда как семья, друзья и другие участники образуют больший круг вокруг такого центра. Длина и процедура хомы зависит от цели, с которой ритуал проводится. В результате существуют много разных видов хом, и следующий список их не исчерпывает.

### Наиболее распространённые хомы в индуизме
| Церемония               |  | Цель |
| Аюшья хома              |  | Защитить от плохих влияний, которые появляются в детской жизни сразу после рождения; обеспечивает долголетие. |
| Дханавантри хома        |  | Для хорошего здоровья.                                                                                        |
| Дурга хома              |  | Убрать негативную энергию.                                                                                    |
| Гаятри хома             |  | Помощь с позитивным мышлением и впоследствии достижение хорошей кармы.                                        |
| Критья Парихарана       |  | Убрать эффекты черной магии.                                                                                  |
| Ганапатхи хома          |  | Пройти препятствия.                                                                                           |
| Лакшми Кубера хома      |  | Для здоровья и материального благополучия.                                                                    |
| Мангала Санскарана хома |  | Отпраздновать хорошие события; достичь мокши.                                                                 |
| Махадеви хома           |  | Для ускорения свадьбы и для брачного благополучия среди уже поженившихся.                                     |
| Наваграха хома          |  | Успокоить девять планет и ограничить злое влияние на чей-то гороскоп.                                         |
| Пуньяхавачана хома      |  | Для присвоения имени ребенку.                                                                                 |
| Сударшана хома          |  | Для успеха в своём деле                                                                                       |
| Васту хома              |  | Для улучшения домашней обстановки.                                                                            |
| Видья хома              |  | Помощь в учёбе.                                                                                               |
| Вишва Шантхи хома       |  | Для всеобщего мира и гармонии, а также гармонии между собой и бытием.                                         |
| Вираджа хома            |  | Очистительная церемония, как часть особых ритуалов, в которых человек принимает обет и становится санньяси.   |